# ثقت الاسلام
برای اطلاع از نام خانوادگی، به صفحه ثقت الاسلام (اسامی افراد) مراجعه گردد.
ثقت الاسلام عنوانی عام، برای احترام و تکریم عالمان شیعه اثنی عشری است. در گذشته این عنوان معمولاً به افرادی گفته می‌شد که تحصیلات دینی خود را در حد معینی به انجام رسانده اما هنوز به مرتبهٔ بالاتر در ردهٔ روحانیت که به آیت الله معروف است نرسیده باشند.
در گذشته نه چندان دور، این لقب دینی، معمولاً به کسانی اختصاص داشت که تحصیلات خود را در سطوح ۱ و ۲ حوزه‌های علمیه به پایان رسانده، و مدرک فقه اسلامی و الهیات (اصول دین) را کسب می‌کردند. همچنین ثقت الاسلام یک لقب کلی برای اشخاص مورد اعتماد و مورد احترام مسلمانان است، که نشان دهنده دارا بودن سطح معینی از دانش حوزوی است.

## ریشه لغوی
لغت ثقت الاسلام [به زبان انگلیسی: Seghatoleslam]، [به زبان عربی: ثقة الاسلام] از دو کلمه عربی گرفته شده‌است: ثقه به معنای فرد امین و مورد اعتماد، و اسلام که اشاره به دین اسلام دارد. از این رو می‌توان این لغت را، فرد مورد اعتماد اسلام، ترجمه کرد.
در علم رجال، از نظر اصولیان، برای افتاء راهی جز رجوع به اخبار ثقات وجود ندارد و ثقت الاسلام به راویانی گفته می‌شود که عدالت و وثاقت آنها، صریحاً احراز شده باشد.

## ثقت الاسلام به عنوان لقب دینی
در مذهب شیعه، لقب ثقت الاسلام اغلب به عنوان گامی به سوی لقب عالی‌تر  آیت الله تلقی می‌شده‌است؛ زیرا فرایند آیت الله شدن، مستلزم صرف سال‌ها مطالعه و تحقیق، فراتر از آنچه برای دریافت لقب  ثقت الاسلام لازم است، می‌باشد.
امروزه استفاده از لقب ثقت الاسلام ، در ایران، علیرغم دارا بودن اکثریت شیعه، زیاد رایج نیست. اگر چه در گذشته نه چندان دور، مورد استفاده قرار می گرفته است. همچنین در کشورهای دیگر با جمعیت قابل توجه شیعه، مانند عراق، استفاده از این لقب در گذشته هم، چندان رایج نبوده است.
شایان ذکر است که استفاده از القاب مذهبی برای انتساب به روحانیون، در مذهب شیعه یکسان نبوده و نیست، و می‌تواند در نحوه استفاده، و درک معانی القاب در زمینه‌های مختلف، تفاوت‌هایی وجود داشته باشد.
ثقت الاسلام نخستین بار به عنوان لقب دینی، برای محمد بن یعقوب کلینی (۲۵۸–۳۲۹ ه‍. ق)، گردآورنده کتاب الکافی به کار رفت. به گفته کاظم مدیر شانه چی در کتاب علم الحدیث، محمد بن یعقوب کلینی در زمان خود به ثقت الاسلام معروف بود.

## تفاوت القاب آیت الله، حجت الاسلام و ثقت الاسلام
القاب روحانیون شیعه در ایران، از نظر مفهومی در طول تاریخ تغییر کرده‌اند. به عنوان مثال، لقب ثقت الاسلام که برای طلاب سطوح ۱ و ۲ حوزه‌های علمیه به کار می‌رفته‌است، در گذشته، لقب علمای بزرگ بوده‌است. علاوه بر این، برخی از القاب در قرن اخیر در بین روحانیون رایج شده‌است، به عنوان مثال، لقب آیت الله العظمی به مراجع تقلید گفته می‌شود، و یا در مقطعی از زمان، لقب آخوند برای علمای بزرگی چون ملا محمد کاظم خراسانی یا ملا محمد باقر مجلسی استفاده می‌شده‌است.
لازم است ذکر شود که، این القاب در محیط حوزه‌های علمیه، کاملاً عرفی است، و توسط نهاد خاصی، اعطاء نمی‌گردند.
در گذشته نه چندان دور، ثقت الاسلام به طلاب سطح ۱ و ۲ (اصطلاحاً طلاب مقدمات‌خوان) گفته می‌شده‌است. هم‌اکنون در حوزه‌های علمیه ایران، هدف اصلی در دوره مقدمات، آموزش ادبیات عرب (صرف، نحو، معانی و بیان) و آشنایی طلاب با دروس پایه، مثل منطق و فقه است، که به‌طور معمول از کتاب‌های جامع المقدمات، سیوطی، المغنی و غیره استفاده می‌شود. مدت زمان تدریس، معمولاً برای آموزش ادبیات عرب سه سال، و برای دروس منطق و فقه هم سه سال طول می‌کشد.
همانطور که قبلأ هم بیان گردید، لقب ثقت الاسلام در گذشته، برای علمای بزرگی مانند شیخ محمد بن یعقوب کلینی و شیخ صدوق استفاده می‌شده است. اما لازم به ذکر است که در حال حاضر، در حوزه‌های علمیه ایران، از این لقب استفاده نمی‌شود.
حجت الاسلام به طلاب سطح ۳ گفته می‌شود. در این دوره به‌طور معمول در علم اصول، کتاب‌هایی نظیر: معالم الاصول یا اصول استنباط، الموجز، اصول الفقه مظفر، رسائل و کفایة الاصول تدریس می‌شود. در علم فقه نیز کتاب‌هایی نظیر شرح لمعه و مکاسب تدریس می‌شود. معمولاً مدت زمان این دوره آموزشی، چهار سال بطول می‌انجامد.
پس از ورود طلاب به مرحله بعد (سطح ۴) و رسیدن به دوره تحصیلی درس خارج (دروس عالی حوزه) لقب حجت الاسلام والمسلمین به آنان اختصاص می‌یابد. این مرحله بالاترین دوره دروس حوزوی به‌شمار می‌رود، که با هدف مجتهد شدن طلاب در دو رشته فقه و اصول و یافتن توان استنباط احکام، از منابع اصیل کتاب (علوم قرآنی) ، سنت، و اجماع برپا می‌شود. این دوره معمولاً بدون متن درسی خاصی است، اما برای نظم بخشیدن به مطالب، مباحث براساس کفایة الاصول در اصول فقه و جواهر الکلام، تحریر الوسیله و عروة الوثقی در فقه طرح می‌شود و در حقیقت دوره تحقیقاتی حوزه محسوب می‌شود. مدت زمان تدریس، به‌طور معمول حداقل چهار سال طول می‌کشد.
در زمان‌های گذشته، لقب حجت الاسلام والمسلمین برای مراجع تقلید به کار می‌رفت، چنانچه رساله‌های مرحوم آیت الله سید حسین طباطبایی بروجردی با عنوان حجت الاسلام والمسلمین بروجردی چاپ شده، یا در گذشته امام محمد غزالی دارای این لقب بوده‌است، اما امروزه این القاب معنای دیگری دارد.
آیت الله به کسی گفته می‌شود که دوره درس خارج (دروس عالی حوزه) را با موفقیت به پایان رسانده و به درجه اجتهاد رسیده باشد و چندین سال هم نیز درس خارج فقه اسلامی یا اصول را نیز تدریس کرده باشد. اجتهاد به این معناست که شخص مورد نظر، با استفاده از ادله و مبانی فقهی و اصولی، خود توانایی استنباط احکام را داشته باشد.
مجتهد خود بر دو قسم است: گونه اول کسی است که در برخی از ابواب فقه مجتهد است، که وی را مجتهد متجزی می‌نامند، و گونه دوم کسی است که در تمام ابواب فقه مجتهد است، که وی را مجتهد مطلق می‌نامند.

## ثقت الاسلام به عنوان نام خانوادگی در ایران
در حالی که ثقت الاسلام اساساً به‌عنوان لقب در اسلام شیعی مطرح بوده‌است،  اما در برخی از خانواده‌های ایرانی به عنوان نام خانوادگی نیز مورد استفاده قرار گرفته است. این امر به دلیل آن است که در بسیاری از فرهنگ‌ها، استفاده از القاب مذهبی به عنوان نام خانوادگی، یا استفاده از اصطلاحات مذهبی یا فرهنگی، که هویت فردی آنها را به عنوان نام خانوادگی آنها منعکس می‌کند، به‌طور معمول مشاهده می‌شود.
با این حال، شایان ذکر است که استفاده از ثقت الاسلام به عنوان نام خانوادگی در جهان اسلام نسبتاً غیر معمول است و بیشتر به برخی از کشورها مانند ایران محدود می‌شود. در کشورهای دیگر، حتی کشورهایی که جمعیت مسلمان شیعه قابل توجهی دارند، استفاده از نام‌های خانوادگی دیگر که نماد هویت فرهنگی یا قومی آن‌ها است، امری رایج‌تر است.

### خانواده‌های مشهور با نام خانوادگی ثقت الاسلام در ایران
ممکن است افرادی با این نام خانوادگی در شیراز، تبریز یا سایر مناطق مختلف ایران، زندگی کنند، زیرا این یک نام خانوادگی خاص در ایران است. در اینجا تعدادی از خانواده‌های مشهور با نام خانوادگی ثقت الاسلام آورده شده است، با این وجود این فهرست به موارد زیر محدود نمی‌شود:
۱. میرزا علی آقا ثقت الاسلام تبریزی (۲۹ دی ۱۲۳۹–۹ دی ۱۲۹۰ خورشیدی) ، یک روحانی ملی‌گرای ایرانی بود که در جریان انقلاب مشروطه ایران در تبریز زندگی می‌کرده‌است. او یکی از روحانیون اصلاح‌طلب شیعه به‌شمار می‌آمد.
۲.  سید زین العابدین ثقت الاسلام (معروف به سیدعلی ثقت الاسلام ارسنجانی) (آذر ۱۳۰۲ - خرداد ۱۳۷۹ خورشیدی)، یک عالم روحانی شیعه ایرانی بود که در شهر ارسنجان (استان فارس) و شیراز زندگی می‌کرد. وی یکی از تأثیرگذارترین و با نفوذترین عالم دینی در بین مردم ساکن در شهرستان ارسنجان، به‌خصوص شهر ارسنجان بوده‌است. وی در حین مدیریت حوزه علمیه ارسنجان، به تدریس فقه و علوم اسلامی مشغول بود.
۳. شیخ محمدعلی ثقت الاسلام اصفهانی (۱۲۳۳–۱۲۷۹ خورشیدی)، یک عالم روحانی شیعه ایرانی ساکن اصفهان بود. وی از علما و فقهای بزرگ عصر خود در شهر اصفهان (استان اصفهان) بوده‌است و دانش و تخصص کاملی در تمامی حوزه‌های فقه اسلامی داشت.
۴. سید عبدالله ثقت الاسلام (۱۱ مرداد ۱۲۴۷–۱۷ تیر ۱۳۴۱ خورشیدی) یک روحانی شیعه دوازده امامی ایرانی بود که در اصفهان و نجف (عراق) زندگی می‌کرد. وی در نجف به تدریس و تألیف کتب اشتغال داشت و آثار ارزشمندی در علوم اسلامی از خود به جای گذاشته‌است.